# ریچارد رایدر (بازیگر)
ریچارد رایدر (به انگلیسی: Richard Ryder) (زاده ۲۰ اوت ۱۹۴۲-درگذشته ۲۷ اکتبر ۱۹۹۵) بازیگر آمریکایی بود.
از فیلم‌های معروف او می‌توان به بازی در همیشه جوان اشاره کرد.